# Santiago Ostolaza
Santiago Javier Ostolaza Sosa (Dolores, Soriano, 10 de julio de 1962) es un exfutbolista y actual entrenador de fútbol. Es hijo de Santiago Francisco Ostolaza Bozzo y padre de Santiago Humberto Ostolaza Chimelir

## Trayectoria

### Futbolista
Apodado el Vasco, jugó en la defensa central y en el mediocampo llegando a ser referente e ídolo en su país. Debutó en el Bella Vista, caracterizado por su juego de entrega y vocación de mando, pasó a Nacional, equipo con el que obtuvo la Copa Libertadores, la Copa Intercontinental y la Copa Toyota como mejor jugador de su equipo en 1988, la Copa Interamericana y la Recopa Sudamericana en 1989. 
También jugó en Cruz Azul (México), Querétaro (México), Club de Gimnasia y Esgrima La Plata (Argentina), Kyoto Purple Sanga (Japón), Olimpia (Paraguay) y Aurora Fútbol Club (Guatemala, 1997), entre otros equipos.
En su paso por Gimnasia y Esgrima de La Plata el espigado Vasco Ostolaza brilló con su juego, mostrándose como un volante central (número 5) polifuncional, habilidoso y con frecuente llegada al gol. Su temple y temperamento aguerrido en la marca siempre fue reconocido gratamente por la hinchada de Lobo platense.
Con la Selección uruguaya disputó los Juegos Panamericanos de 1983 siendo campeón invicto y capitán del equipo. También jugó la Copa Mundial de Italia 1990.

### Entrenador
Como entrenador, dirigió a River Plate, Montevideo Wanderers, Nacional, Real Sociedad de Zacatecas, Alacranes de Durango, Guerreros FC de Hermosillo (México), Espoli (Ecuador), Selección Sub-17 femenina de Uruguay, Racing Club de Montevideo, el Club Atlético Bella Vista (como dirigente de las juveniles), el Club Atlético Juventud de Las Piedras, y desde enero de 2021 las juveniles del Montevideo Wanderers.
Su paso como entrenador de la Selección Sub-17 femenina de Uruguay tuvo lugar entre septiembre de 2019 y julio del 2020.

## Selección nacional
Fue internacional con la selección de Uruguay en 43 ocasiones, convirtiendo 6 goles.

### Participaciones en Copas del Mundo
| Mundial                        | Sede   | Resultado        | Partidos | Goles |
| ------------------------------ | ------ | ---------------- | -------- | ----- |
| Copa Mundial de Fútbol de 1990 | Italia | Octavos de final | 3        | 0     |

### Participaciones enCopa América
| Copa              | Sede    | Resultado        | Partidos | Goles |
| ----------------- | ------- | ---------------- | -------- | ----- |
| Copa América 1989 | Brasil  | Subcampeón       | 7        | 2     |
| Copa América 1993 | Ecuador | Cuartos de final | 4        | 1     |

### Participaciones en Juegos Panamericanos
| Juegos                    | Sede    | Resultado |
| ------------------------- | ------- | --------- |
| Juegos Panamericanos 1983 | Caracas | Campeón   |

### Participaciones en Eliminatorias
| Proceso                         | Sede            | Resultado    |
| ------------------------------- | --------------- | ------------ |
| Eliminatorias para Italia 1990  | América del Sur | Clasificó    |
| Eliminatorias para EE. UU. 1994 | América del Sur | No clasificó |

## Clubes

### Como futbolista
| Club                           | País      | Año       |
| ------------------------------ | --------- | --------- |
| Bella Vista                    | Uruguay   | 1980-1986 |
| Nacional                       | Uruguay   | 1986-1989 |
| Cruz Azul                      | México    | 1989-1992 |
| Querétaro                      | México    | 1992-1993 |
| Gimnasia y Esgrima de La Plata | Argentina | 1993      |
| Kyoto Purple Sanga             | Japón     | 1994      |
| Defensor Sporting              | Uruguay   | 1995      |
| Olimpia                        | Paraguay  | 1995      |
| Nacional                       | Uruguay   | 1996      |
| José Gálvez                    | Perú      | 1997      |
| Aurora                         | Guatemala | 1997      |
| Rentistas                      | Uruguay   | 1998-1999 |
| Defensor Sporting              | Uruguay   | 1999      |
| Montevideo Wanderers           | Uruguay   | 2000      |

### Como entrenador
| Club                       | País    | Año       |
| -------------------------- | ------- | --------- |
| River Plate                | Uruguay | 2001      |
| Deportivo Maldonado        | Uruguay |           |
| Montevideo Wanderers       | Uruguay |           |
| Nacional                   | Uruguay | 2004      |
| Real Sociedad de Zacatecas | México  |           |
| Alacranes de Durango       | México  |           |
| Guerreros FC de Hermosillo | México  |           |
| Cerro Largo                | Uruguay | 2010      |
| Espoli                     | Ecuador | 2011      |
| Selección Sub-17           | Uruguay | 2014-2015 |
| Racing Club de Montevideo  | Uruguay | 2015      |
| Juventud de Las Piedras    | Uruguay | 2017      |

## Palmarés

### Como jugador

#### Campeonatos nacionales
| Título                      | Club                 | País    | Año  |
| --------------------------- | -------------------- | ------- | ---- |
| Segunda División de Uruguay | Montevideo Wanderers | Uruguay | 2000 |

#### Copas internacionales
| Título                | Club                 | Sede         | Año  |
| --------------------- | -------------------- | ------------ | ---- |
| Juegos Panamericanos  | Selección de Uruguay | Uruguay      | 1983 |
| Copa Libertadores     | Nacional             | Montevideo   | 1988 |
| Copa Intercontinental | Nacional             | Tokio        | 1988 |
| Copa Interamericana   | Nacional             | Montevideo   | 1989 |
| Recopa Sudamericana   | Nacional             | Buenos Aires | 1989 |

(*) Incluyendo la Selección

#### Distinciones individuales
| Distinción                                            | Año  |
| ----------------------------------------------------- | ---- |
| Mejor jugador en la final de la Copa Intercontinental | 1988 |
| Incluido en el Equipo Ideal de América                | 1989 |
| Incluido en el Equipo Ideal de América                | 1990 |